# Основания политической экономии
Основания политической экономии (нем. Grundsätze der Volkswirtschaftslehre) — книга Карла Менгера, ставшая основой для формирования австрийской экономической школы. Впервые опубликована в 1871 году.

## Содержание
Состоит из 8 глав:
- Глава 1. Общее учение о благе
- Глава 2. Хозяйство и хозяйственные блага
- Глава 3. Учение о ценности
- Глава 4. Учение об обмене
- Глава 5. Учение о цене
- Глава 6. Потребительная и меновая ценность
- Глава 7. Учение о товаре
- Глава 8. Учение о деньгах

В сочинении Карл Менгер заложил основы развития новой экономической школы, позднее получившую название «австрийской».

## Издания
Несмотря на своё значение для развития экономической науки, книга осталась неполной. Передав кафедру в 1903 году своему ученику Фридриху фон Визеру, Менгер сосредоточился на научной работе. Умерев в 1921 году он так и не завершил запланированного второго издания «Оснований политической экономии». Составленная из рукописей книга была опубликована его сыном в 1923 году.
Из рукописных набросков, о которых рассказал во Введении ко второму изданию сын автора, Менгер считал своё сочинение лишь первой частью большого труда. Во второй части он предполагал описать «процент, заработную плату, ренту, доход, кредит и бумажные деньги»; в третьей, «прикладной» части — теорию производства и торговли; в четвертой — критику существовавшей экономической системы и предложения по реформе экономики.

### Русский перевод
По всей видимости, первый перевод книги на русский был сделан в 1901 году Р. М. Орженцким, в то время приват-доцентом Новороссийского университета (Одесса).

## Характеристики книги
Лауреат нобелевской премии по экономике 1974 года Фридрих фон Хайек так охарактеризовал сочинение Карла Менгера:
... ни в экономической теории, ни в любой другой отрасли знаний не может быть много историй, когда бы работы автора, революционизировавшего уже сложившуюся науку и получившего признание как новатор, оставались бы столь же мало известными, как работы Карла Менгера. Трудно представить другую ситуацию, когда работа вроде Grundsätze, которая сумела оказать устойчивое и сильное воздействие, оставалась, в силу чисто случайных совпадений, столь мало известной.
Согласно другому известному экономисту Кнуту Викселлю «После „Principles“ Рикардо не было книги …, которая оказала столь же большое влияние на развитие экономической теории, как Grundsätze Менгера». Ф. фон Визер пошёл дальше и назвал этот труд «архимедовой точкой опоры, с помощью которой можно переделать существовавшую систему экономической мысли».